# Liste der Kulturdenkmäler in Nusbaum
In der Liste der Kulturdenkmäler in Nusbaum sind alle Kulturdenkmäler der rheinland-pfälzischen Ortsgemeinde Nusbaum einschließlich des Ortsteils Freilingen aufgeführt. Grundlage ist die Denkmalliste des Landes Rheinland-Pfalz (Stand: 27. Juni 2022).

## Denkmalzonen
| Bezeichnung                 | Lage                                        | Baujahr                                               | Beschreibung | Bild |
| --------------------------- | ------------------------------------------- | ----------------------------------------------------- | --- | ---- |
| Denkmalzone Corneliusstraße | Freilingen, Corneliusstraße 3–13 und 2 Lage | zweite Hälfte des 18. und Anfang des 19. Jahrhunderts | Gruppe von mittel- bis großbäuerlichen Hofanlagen um die katholische Filialkirche St. Georg, entlang der Hauptstraße des Dorfes, zweite Hälfte des 18. und Anfang des 19. Jahrhunderts | BW   |

## Einzeldenkmäler
| Bezeichnung                                      | Lage                                                      | Baujahr         | Beschreibung | Bild                           |
| ------------------------------------------------ | --------------------------------------------------------- | --------------- | --- | ------------------------------ |
| Katholische Filialkirche St. Georg und Cornelius | Freilingen, Corneliusstraße Lage                          | 18. Jahrhundert | mittelalterlicher Ostturm, Zeltdach aus dem 19. Jahrhundert, zweiachsiger Saal, 18. Jahrhundert (oder mittelalterlich?); mit Ausstattung | weitere Bilder Fotos hochladen |
| Portal                                           | Freilingen, Corneliusstraße, an Nr. 3 Lage                | 1809            | Oberlichtportal einschließlich Türflügel, bezeichnet 1809                                                                                | Fotos hochladen                |
| Wohnhaus                                         | Freilingen, Corneliusstraße 5 Lage                        | 1770            | fünfachsiges Wohnhaus, bezeichnet 1770 (1778?), dreiachsiges Backhaus mit Altenteil jünger, jüngere Pultdachanbauten                     | BW                             |
| Wohnhaus                                         | Freilingen, Corneliusstraße 7 Lage                        | 1765            | stattliches Wohnhaus mit achtachsigem Wohnteil und zweiachsigem Backhaus mit Altenteil, bezeichnet 1765                                  | BW                             |
| Portal                                           | Freilingen, Corneliusstraße, an Nr. 9 Lage                | 1810            | aufwändiges Oberlichtportal, barocke und klassizistische Motive, bezeichnet 1810                                                         | BW                             |
| Quereinhaus                                      | Freilingen, Corneliusstraße 13 Lage                       | 1790            | Wohnteil eines Quereinhauses, bezeichnet 1790                                                                                            | BW                             |
| Bildstock                                        | Freilingerhöhe, Bergstraße, Ecke Hommerdinger Straße Lage | 1891            | Bildstock, neugotisch, bezeichnet 1891                                                                                                   | Fotos hochladen                |
| Wegekreuz                                        | Nusbaum, Kreuzstraße, bei Nr. 4 Lage                      | um 1700         | Nischenkreuz, wohl aus der ersten Hälfte des 18. Jahrhunderts, eventuell noch aus dem 17. Jahrhundert                                    | BW                             |
| Katholische Pfarrkirche St. Peter                | Nusbaum, Petrusstraße 11 Lage                             | 1848–50         | Saalbau, neuromanische Motive, Westturm klassizistisch, 1848–50, Architekt Kreisbaumeister Wolff, Bitburg; mit Ausstattung               | weitere Bilder Fotos hochladen |
| Kriegerdenkmal                                   | Nusbaum, Petrusstraße, vor Nr. 11 Lage                    | um 1920         | Kriegerdenkmal 1914/18, Erzengel Gabriel auf antikisierendem Sockel                                                                      | Fotos hochladen                |
| Wegekreuz                                        | Nusbaum, Petrusstraße, Ecke Schulstraße Lage              | 186[9]          | Schaftkreuz, bezeichnet 186[9], Fundamentstein wohl älter, Metallkorpus neu                                                              | Fotos hochladen                |
| Wegekreuz                                        | Nusbaum, Petrusstraße, bei Nr. 13a Lage                   | 1763            | Schaftkreuz, 1763 | Fotos hochladen                |
| Wohnhaus                                         | Nusbaum, Petrusstraße 23 Lage                             | 1819            | stattliches Wohnhaus mit fünfachsigem Wohnteil und zweiachsigem Backhaus mit Altenteil, bezeichnet 1819                                  | Fotos hochladen                |
| Gemeindehaus                                     | Nusbaum, Schulstraße 1 Lage                               | um 1920/30      | ehemalige Schule mit Lehrerwohnungen; Walmdachbau, Reformarchitektur, um 1920/30, bauzeitliche Schulhofmauer und Baumbestand             | Fotos hochladen                |
| Wegekreuz                                        | Nusbaum, nördlich des Ortes Lage                          | 1763            | Schaftkreuz mit Muschelkonsole, bezeichnet 1763, Abschlusskreuz wohl etwas jünger                                                        | BW                             |
| Fraubillenkreuz                                  | Nusbaum, südlich des Ortes Lage                           |                 | Menhir, im Mittelalter zum Kreuz umgearbeitet                                                                                            | weitere Bilder Fotos hochladen |
| Wikingerburg                                     | Nusbaum, südöstlich des Ortes Lage                        |                 | Abschnitt der urnenfelderzeitlichen Randbefestigung                                                                                      | Fotos hochladen                |